# سرنوشت (فیلم ۲۰۰۶)
«سرنوشت» (ترکی استانبولی: Kader) یک فیلم است که در سال ۲۰۰۶ منتشر شد.